# Maurice Meimoun
Maurice Meimoun (arabe : موريس ميمون), connu sous le pseudonyme de Meïmoun El Tounsi (ميمون التونسي), né le 21 février 1929 à Tunis et mort le 18 août 1993 à Tunis, est un musicien et auteur-compositeur tunisien.

## Biographie
Issu d'une famille juive, fils du chanteur, compositeur et musicien Mouni Jebali, venu de Libye en 1908, il naît dans le quartier de Bab Souika près du mausolée Sidi Mahrez.
Après avoir travaillé chez un producteur de vin, Maurice Meimoun fait ses débuts à Radio Tunis puis part à Paris où il joue de l'oud et parfois du violon dans un orchestre oriental : il se produit chaque soir au Cabaret Tam-Tam et y fait la connaissance de Farid El Atrache et Warda al-Jazairia. De retour à Tunis en 1957, il abandonne la chanson et se consacre à la composition, travaillant notamment pour Naâma, Oulaya, Fethia Khaïri, Mustapha Charfi ou encore Youssef Temimi, ainsi qu'à plusieurs chansons patriotiques. Il retourne à Paris en 1962 et y monte son propre orchestre qu'il dirige jusqu'à sa mort ; il participe aussi à de nombreuses émissions télévisées sur FR3 (intitulées Mosaïque), écrit et enregistre de nombreuses musiques.
En 1974, il est contacté par Jacky Bitton, membre et batteur d'un groupe de rock 'n' roll français, Les Variations, avec lequel il part en tournée aux États-Unis et enregistre deux albums : Café de Paris enregistré au studio Bell de New York par Michael Wendroff et Moroccan Roll. Violoniste soliste, Meimoun apporte une sonorité orientale inédite aux morceaux rock'n roll du groupe. Il compose deux des chansons de ces albums : Shemoot et KasbahTadla.
Maurice Meimoun est honoré au Théâtre municipal de Tunis par le ministre tunisien de la Culture en 1993 aux côtés de Hana Rached. Il meurt quelques jours plus tard à l'âge de 64 ans.
En 2021, un hommage lui est rendu par le violoniste et compositeur Farhat Bouallagui et l'orchestre des Étoiles de l'Orient à l'Institut du monde arabe dans le cadre du festival Arabofolies.
Il est marié et père de trois enfants.